# Autódromo Juan y Oscar Gálvez
Autódromo Juan y Oscar Gálvez er et argentinsk motorsportsanlæg beliggende i hovedstaden Buenos Aires sydligste bydel Villa Riachuelo. Banen blev indviet i 1952 under præsident Juan Perón, og fik navnet Autódromo 17 de Octubre, da 17. oktober var en særlig dag for Perón og hans parti. Fra 1953 til 1998 blev Argentinas Grand Prix i Formel 1-serien i alt kørt 20 gange på banen.

## Navne
- 1952–1955: Autódromo 17 de Octubre
- 1955–midt 1960'erne: Autódromo Municipal Ciudad de Buenos Aires
- midt-1960'erne–1989: Autódromo Municipal del Parque Almirante Brown de la Ciudad de Buenos Aires
- 1989–2008: Autódromo Oscar Alfredo Gálvez
- 2008–nu: Autódromo Juan y Oscar Gálvez